# Joachim Christian Timm
Joachim Christian Timm (* 7 de diciembre de 1734, Wangerin, Pomerania - 3 de febrero de 1805, Malchin) fue un botánico, briólogo, farmacéutico alemán, y alcalde de Malchin.

## Vida y obra
Era hijo de un picador de tabaco Krämers Matthias Ernst Timm (1704-1779) de Wangerin, Pomerania (en la actualidad Węgorzyno). Asistió a la Escuela de Wangerin, y comenzó a partir de 1749, en su ciudad natal, un aprendizaje de cinco años con el farmacéutico John Frederick, donde luego trabajó un año como asistente. En los años 1750 viajó a Mecklenburg. Desde 1757 trabajó con el médico y boticario de Rostock Dr. med. Wolff, y él mismo será boticario en Rostock. En 1771 fue elegido senador. Desde 1778 fue 2º Alcalde, y en 1790 fue 1.er Alcalde.
Como farmacéutico también estaba interesado en la Botánica. Con impaciencia, reunió principalmente en el área alrededor de Malchin, todo tipo de plantas, especialmente también criptógamas.
En 1788 publicó su obra „Florae megapolitanae Prodromus“ , con una sistemática vegetal que su modelo a seguir, el excelso botánico sueco Carlos Linneo.
Joachim Christian Timm se casó en 1762 con Anna Elisabeth Christine Witte (1743-1792) hija del comerciante Müritz Röbel. Tuvieron diez hijos: Söhne Joachim (1768-1801), Hans Timm (1774-1852). Otro de sus hijos fue Helmuth Timm (1782-1848), fue pastor evangélico en Groß Gievitz, y más adelante en Malchin.
Timm es hoy considerado un pionero de la botánica moderna en Alemania.

## Honores

### Epónimos
El profesor Johannes Hedwig de Leipzig que después llamaría a una especie de las criptógamas „Timmia“.
Un monte islandés „Mount Timmia“.
- La abreviatura «Timm» se emplea para indicar a Joachim Christian Timm como autoridad en la descripción y clasificación científica de los vegetales.[5]